# Heteromeringia nervosa
Heteromeringia nervosa är en tvåvingeart som beskrevs av Lonsdale och Marshall 2007. Heteromeringia nervosa ingår i släktet Heteromeringia och familjen träflugor.
Artens utbredningsområde är Costa Rica. Inga underarter finns listade i Catalogue of Life.